# PopMart: Live from Mexico City
| Оценки критиков | Оценки критиков |
| Источник        | Оценка          |
| --------------- | --------------- |
| Allmovie        | [ 1 ]           |

PopMart: Live from Mexico City — фильм-концерт ирландской рок-группы U2, был издан на лейбле Island Records в ноябре 1998 года. Шоу состоялось 3 декабря 1997 года на стадионе Форо Сол в Мехико. Первоначально концерт был выпущен на VHS и Video CD, в сентябре 2007 года его переиздали на DVD. Фильм был номинирован на премию «Грэмми» в категории «Лучший музыкальный фильм». В 2000 году был издан альбом Hasta La Vista Baby!, в который попали избранные композиции из этого концерта.

## Концерт
Шоу начинается «нетанцевальной» версией композиции «Mofo», далее группа исполняет стандартный набор песен из сет-листа PopMart Tour. Это единственное видео U2, в которое вошли все песни сыгранные на концерте. При монтаже были сделаны минимальные правки, были сохранены моменты когда: во время песни «Desire» Боно забывает часть лирики, а в конце «New Year’s Day» он просит фаната выключить лазерную указку.

## Список композиций
1. «Pop Muzik»
2. «Mofo»
3. «I Will Follow»
4. «Gone»
5. «Even Better Than the Real Thing»
6. «Last Night on Earth»
7. «Until the End of the World»
8. «New Year's Day»
9. «Pride (In the Name of Love)»
10. «I Still Haven't Found What I'm Looking For»
11. «All I Want Is You»
12. «Desire»
13. «Staring at the Sun»
14. «Sunday Bloody Sunday»
15. «Bullet the Blue Sky»
16. «Please»
17. «Where the Streets Have No Name»
18. «Lemon (Perfecto Mix)»
19. «Discothèque»
20. «If You Wear That Velvet Dress»
21. «With or Without You»
22. «Hold Me, Thrill Me, Kiss Me, Kill Me»
23. «Mysterious Ways»
24. «One»
25. «Wake Up Dead Man»

- «Pop Muzik» и «Lemon (Perfecto Mix)» были записаны заранее, они играют в виде фоновой музыки: первая — во время выхода музыкантов на сцену, в начале концерта, вторая — перед первым выходом «на бис».

## Доп. материал
- Бонус-треки
  - «Please», «Where the Streets Have No Name», «Discothèque» и «If You Wear That Velvet Dress» — записаны во время шоу Фейеноорд, Роттердам, 18 июля 1997
  - «Hold Me, Thrill Me, Kiss Me, Kill Me», «Mysterious Ways» и «One» — записаны во время шоу Commonwealth Stadium, Эдмонтон, 14 июня 1997
- Музыкальное видео
  - «Staring at the Sun» (Miami Version)
Режиссёр — Морли Штайнберг
  - «Last Night on Earth — First Night in Hell» (Remix Version)
Режиссёр — Джон Блэнд
- Документальное видео
  - Lemon For Sale
  - The Road To Sarajevo
  - A Tour of the Tour
  - Last Night on Earth — One Day in Kansas
- Визуальный монтаж «PopMart Tour»
Куратор — Catherine Owens
- Экстра
  - Особенности DVD-ROM
- «Пасхалки» (видео дублинских доков).

## Инструменты
Гитары:
- Эдж: Gibson Les Paul Custom, Rickenbacker 330-12, Gibson Les Paul Standard, Fender Stratocaster, Taylor acoustic, Gretsch Country Gentleman, Fernandes, Gretsch Country Classic.
- Боно: Gretsch Chet Atkins, Gibson ES-175, Gibson Hummingbird

## Hasta la Vista Baby!
| Оценки критиков | Оценки критиков |
| Источник        | Оценка          |
| --------------- | --------------- |
| Allmusic        | [ 3 ]           |

В 2000 году был издан концертный альбом — Hasta la Vista Baby! U2 Live from Mexico City. Он содержал избранные песни концерта в Мехико и был выпущен исключительно для членов фан-клуба журнала U2 Propaganda. На альбом попали 14 песен из 25, которые были исполнены на концерте.

### Список композиций
Слова и музыка всех песен — U2, за исключением «Pop Muzik», которая написана группой M..
| №                   | Название                                                                          | Длительность |
| ------------------- | --------------------------------------------------------------------------------- | ------------ |
| 1.                  | «Pop Muzik» (Играет как фоновая музыка, во время выхода U2 на сцену)              | 3:09         |
| 2.                  | «Mofo»                                                                            | 4:36         |
| 3.                  | «I Will Follow»                                                                   | 2:51         |
| 4.                  | «Gone»                                                                            | 4:41         |
| 5.                  | «New Year's Day»                                                                  | 4:59         |
| 6.                  | «Staring at the Sun»                                                              | 4:32         |
| 7.                  | «Bullet the Blue Sky»                                                             | 6:11         |
| 8.                  | «Please»                                                                          | 6:58         |
| 9.                  | «Where the Streets Have No Name»                                                  | 6:35         |
| 10.                 | «Lemon (Perfecto Mix)» (Играет как фоновая музыка, перед первым выходом «на бис») | 2:05         |
| 11.                 | «Discothèque»                                                                     | 5:09         |
| 12.                 | «With or Without You»                                                             | 5:47         |
| 13.                 | «Hold Me, Thrill Me, Kiss Me, Kill Me»                                            | 5:39         |
| 14.                 | «One»                                                                             | 6:07         |
| Общая длительность: | Общая длительность:                                                               | 69:20        |